# Sophronica trifuscoplagiata
Sophronica trifuscoplagiata là một loài bọ cánh cứng trong họ Cerambycidae.